# Slag bij Monocacy
De Slag bij Monocacy vond plaats op 9 juli 1864 in Frederick County, Maryland als deel van de veldtochten in de Shenandoahvallei van 1864 tijdens de Amerikaanse Burgeroorlog. Zuidelijke eenheden onder leiding van luitenant-generaal Jubal A. Early versloegen Noordelijke eenheden aangevoerd door generaal-majoor Lew Wallace. Deze slag maakte deel uit van Early’s poging om via een aanval in Maryland Noordelijke eenheden weg te halen die tegenover Robert E. Lee bij Petersburg ingezet werden.

## Achtergrond
Toen het nieuws over de aanval van Early bekend werd; stuurde de Noordelijke opperbevelhebber luitenant-generaal Ulysses S. Grant op 6 juli 1864 twee brigades van het VI Corps (ongeveer 5.000 soldaten) onder leiding van brigadegeneraal James B. Ricketts naar het noorden.
Tot Ricketts ter plaatse was; waren de enige Noordelijke soldaten, die tussen Early en de Noordelijke hoofdstad Washington stonden, de 6.300 soldaten onder leiding van generaal-majoor Lew Wallace. Deze strijdmacht bestond uit voornamelijk slecht getrainde vrijwilligers. Op dit moment was Wallace (die later bekendheid zou verwerven met zijn boek Ben Hur) bevelhebber van het Middle Atlantic Departement. Zijn eenheden waren ingedeeld in het VIII Corps. Hoewel zijn soldaten vrijwel geen gevechten hadden meegemaakt, was Wallace zelf een begenadigd aanvoerder die, bij zijn promotie, de jongste generaal-majoor was. Hij werd op een zijspoor gezet omdat hij de schuld kreeg voor de vele gesneuvelden in de Slag bij Shiloh.
Medewerkers van de Baltimore en Ohio spoorweg hadden rapporten doorgestuurd van Early’s opmars op 29 juni. Deze rapporten werden via John W. Garret doorgegeven aan Wallace. Wallace was onzeker over Early’s doel, Baltimore of Washington, D.C. Hij wist wel dat hij de Zuidelijke opmars diende te vertragen tot versterkingen een van beide steden kon bereiken.
Op 7 juli en 8 juli vonden er schermutselingen plaats in Frederick. De Zuidelijke cavalerie verdreef Noordelijke eenheden en eiste een losgled van 200.000$ aan de burgers om de vernietiging van de stad te vermijden. Ondertussen nam Wallace stellingen in bij Monocacy junction waar zowel de weg naar Baltimore en Washington kon verdedigd worden. Hier liepen de Georgetown Pike naar Washington, de National Road naar Baltimore en de Baltimore en Ohio spoorweg samen om de Monocacyrivier over te steken. Indien Wallace erin slaagde om de 9 km lange strook te verdedigen waar twee Turnpikebruggen, de spoorwegbrug en enkele doorwaardbare plaatsen lagen, kon hij misschien Early lang genoeg ophouden tot er versterkingen gestuurd werden.
Initieel bestond Wallaces strijdmacht uit de First Separate Brigade van Erastus B. Tyler en een cavalerie-eenheid aangevoerd door luitenant-kolonel David Clendinin. 
De Noordelijke positie werd sterker toen het eerste contingent van het VI Corps Baltimore had bereikt en per trein naar Monocacy op weg was. Op 9 juli werd de gecombineerde strijdmacht van Wallace en Ricketts (ongeveer 5.800 soldaten) opgesteld langs de bruggen en de oversteekplaatsen. De hoger gelegen oostelijke oever van de rivier vormde een natuurlijke verdediging tegen de oprukkende vijand. Tylers brigade bezette twee huizen en verbond die met loopgraven. Ricketts divisie bezette de Thomas en Worthingtonboerderijen op de Noordelijke linkervleugel waarbij de hekken als borstweringen werden ingezet.

## De slag

De slag bij Monocacy

De Zuidelijke generaal-majoor Stephen Dodson Ramseurs divisie botste op Wallaces eenheden langs de Georgetown Pike bij Best Farm. De divisie van generaal-majoor Robert E. Rhodes vocht tegen de Noordelijken langs de National Road. Uit de informatie die de Zuidelijken kregen van de krijgsgevangenen bleek het volledige VI Corps aanwezig te zijn. Hierdoor werden de Zuidelijken behoedzamer en vielen de Noordelijke stellingen niet verder aan met hun numerieke sterkte. Early ging ervan uit dat een frontale aanval op de Noordelijke stellingen te veel mensenlevens zou kosten. Hij stuurde McCauslands cavalerie langs de Buckeystown Road om via een doorwaadbare plaats de Noordelijke stellingen te flankeren. McCausland stak de Monocacy over bij de oversteekplaats van McKinney-Worthington en viel de linkerflank van Wallace aan. De Zuidelijken hadden echter de veteranen van Rickett gemist die een stelling hadden ingenomen tussen de boerderijen van Worthington en Thomas. De eerste Zuidelijke aanval werd gebroken door geconcentreerd geweervuur. Ook een tweede cavalerie-aanval mislukte.
Toen duidelijk werd dat de Zuidelijke cavalerie alleen de klus niet kon klaren, stuurde Early de divisie van generaal-majoor John B. Gordon langs dezelfde weg om de flankaanval te ondersteunen. Gordon viel gelijktijdig het centrum en de twee flanken van Rickett aan. Ricketts rechterflank kon de druk niet weerstaan waardoor de rest van de Noordelijke linie onder vijandelijk vuur kwam te liggen. Door de druk van Ramseurs aanval op het centrum kon Wallace onmogelijk versterkingen sturen om Rickett te helpen. De Noordelijke stellingen werden onhoudbaar. Wallace gaf het bevel tot de aftocht richting Baltimore. De brigade van Tyler en de cavalerie vormde de achterhoede.

## Gevolgen
Tegen de late namiddag trokken de Noordelijken zich terug naar Baltimore. Ze lieten 1.294 doden, gewonden en gevangenen achter. Toen Wallace in Baltimore aankwam, werd hij ontgeven van zijn bevel door Grant. Dit zou snel ongedaan gemaakt worden.
De weg naar Washington lag open voor de Zuidelijken. Early was de overwinnaar maar had wel tussen de 700 tot 900 slachtoffers en een volledige dag verloren. De volgende ochtend marcheerden Early’s soldaten verder. De dag daarop stonden ze bij Fort Stevens. Door zijn verrekijker kon Early de koepel van Capital Dome zien. Zijn troepen waren echter te ver verspreid en moe door de lange en hete marsen. Na een korte onsuccesvolle strijd bij het fort vertrok Early op 13 juli naar zijn vertrekpunt.
Door de strijd bij Monocacy verloor Early de kans om Washington in te nemen. Noordelijke eenheden zetten de achtervolging in maar door fouten in de commandostructuur werd Early niet verslagen. Hierna besliste Grant om de Middle Military Division te vormen waardoor Maryland, West Virginia, Pennsylvania, het District van Columbia en de Shenandoahvallei centraal geleid werd om zo de Zuidelijke strijdkrachten efficiënt te kunnen verslaan.

## Aanbevolen lectuur
- Cooling, Benjamin F. Jubal Early's Raid on Washington 1864. Baltimore, MD: The Nautical & Aviation Publishing Company of America, 1989. ISBN 0-933852-86-X.
- Cooling, Benjamin F. Monocacy: The Battle That Saved Washington. Shippensburg, PA: White Mane, 1997. ISBN 1-57249-032-2.
- Leepson, Marc. Desperate Engagement: How a Little-Known Civil War Battle Saved Washington, D.C., and Changed American History. New York: Thomas Dunne Books/St. Martin's Press, 2007. ISBN 978-0-312-36364-2.
- Spaulding, Brett W. Last Chance for Victory: Jubal Early's 1864 Maryland Invasion. Gettysburg, PA: Thomas Publications, 2010. ISBN 978-1-57747-152-3.